# رسوب‌گذاری

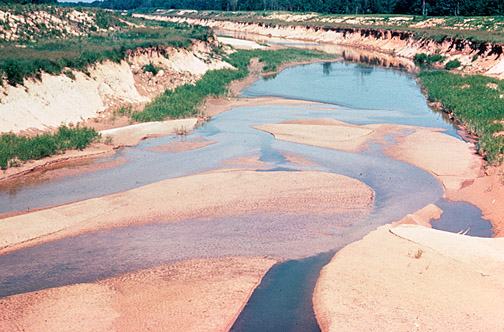
Siltation

رسوب‌گذاری (به انگلیسی: Sedimentation)، تمایل ذرات برای ته‌نشین شدن در ماده ای به شکل سوسپانسیون است، به طوری که ذرات محلول به آهستگی بین ذرات حلال جابه‌جا شود؛ که این عمل حاصل نیروهای وارده به ذرات محلول است این نیروها می‌توانند به علت: گرانش ،شتاب گریز از مرکز یا الکترومغناطیس باشد. در زمین‌شناسی رسوب اغلب به عنوان ضد فرسایش استفاده می‌شود. در این صورت، آن را مانع حمل و نقل بستر می‌دانند. چون ذرات معلق از مایع جایی که رسوب به انتهای خود در بستر می‌رسد ساکن می‌شوند. در محیط‌های استوایی رسوب می‌تواند تحت تأثیر وجود یا عدم وجود پوشش گیاهی قرار گیرد. درختانی مانند مانگروها برای تضعیف امواج و جریان‌ها بسیار مهم هستند و باعث تسکین ذرات معلق و جلوگیری از تخریب بیشتر می‌شوند.
رسوب ممکن است مربوط به اشیاء با اندازه‌های مختلف اعم از سنگ‌های بزرگ در جریان آب تا سوسپانسیون حاوی گرد و غبار و گرده ذرات به شکل تعلیق تا سوسپانسون حاوی مولکول‌ها مانند پروتئین‌ها و پپتیدهای (که قابل مشاهده نیستند). پس حتی مولکول‌های کوچک نیروی کافی برای تولید قابل توجهی رسوب را دارند.
در اصطلاح زمین‌شناسان برای توصیف ته‌نشینی از رسوبی که در نتیجه خورده شدن سنگ رسوبی شکل می‌گیرد استفاده می‌کنند. اما در زمینه‌های مختلف شیمیایی و محیطی برای توصیف حرکت ذرات و مولکول‌های اغلب کوچکتر نیز استفاده می‌شود. این فرایند نیز در صنعت فناوری زیستی مورد استفاده قرار می‌گیرد تا سلول‌ها را از رسانه‌های کشت جدا کند.

## رسوب‌گذاری در تأسیسات
رسوب‌گذاری در تأسیسات معمولاً به انباشت مواد ناخواسته روی سطح تجهیزات گفته می‌شود. این مواد ناخواسته عموماً کربنات کلسیم‌ها و منیزیم‌ها هستند که به رسوبات آب و آهک نیز معروفند. نقش رسوب‌گذاری در عملکرد تجهیزات به دو صورت زیر مشخص می‌گردد:
- لایه رسوب دارای قابلیت انتقال حرارت پایین است. این لایه مقاومت در برابر انتقال حرارت را افزایش داده و اثر مبدل‌های حرارتی را می‌کاهد.
- بر اثر رسوبات مقطع عبور سیال کاهش پیدا کرده و باعث افت فشار می‌گردد.

## هزینه‌های تحمیلی
با وجود اینکه رسوب‌گذاری و نشست رسوب در تأسیسات و تجهیزات حرارتی و برودتی هزینه‌های بزرگی به صنایع مختلف وارد می‌کند ولی تحقیقات بسیار محدودی در این زمینه انجام شده‌است. طبق داده‌های به دست آمده از تحقیقات بازاریابی یک شرکت خصوصی در هنگام عرضه یک محلول رسوب زدا در بازار مشخص گردیده‌است ۱۰۰٪ جامعه آماری شامل مهندسان و تکنسین‌های نگهداری تأسیسات، رسوب و رسوب‌گذاری را از دغدغه‌ها و نگرانی‌های اصلی خود می‌دانند.
در مجموع هزینه‌های مربوط به رسوب‌گذاری به دو بخش عمده تقسیم می‌شود:
- هزینه‌های سوخت و انرژی: مشعل‌ها، بویلرها و دیگ‌های بخار سوخت بیشتری مصرف می‌کنند.
- افت تولید: در نتیجه توقف‌های برنامه‌ریزی شده یا بدون برنامه‌ریزی تجهیزات در خطوط تولید است.

بر اساس مطالعات انجام‌شده ۱۵٪ هزینه‌های نگهداری تأسیسات مربوط به بویلرها و مبدل‌های حرارتی می‌باشد که البته نیمی از این هزینه‌ها، هزینه‌های رسوب زدایی این تجهیزات است.